# Амфиарай (Аристофан)
«Амфиарай» (др.-греч. Ἀμφιάραος) — комедия древнегреческого драматурга Аристофана, поставленная им в 414 году до н. э. на Ленеях под именем Филонида. Её текст практически полностью утрачен, сохранился только ряд коротких фрагментов, процитированных более поздними античными и средневековыми авторами (фрг. 192—206).
Центральный персонаж пьесы — герой мифов, аргосский царь-прорицатель Амфиарай, которого Полиник и Эрифила против его воли склонили принять участие в походе Семерых против Фив. Ему посвящали трагедии Эсхил, Софокл и Еврипид, но сохранившихся фрагментов комедии недостаточно, чтобы понятно, пародировал ли Аристофан одну из этих пьес или работал напрямую с мифологическим материалом.